# Romek van Thiel
Romek van Thiel (Uden, 25 september 1965) is een Nederlandse presentator en acteur. Hij is een familielid uit de bekende familie Van Thiel.

## Presentator
Tussen 1999 en 2004 presenteerde hij voor RTL 4 diverse programma's. In 1999 presenteerde Romek samen met Bas van Werven de Nederlandse versie van het Belgische televisieprogramma Schalkse Ruiters. Van 1999 tot en met 2002 presenteerde hij de spelshow De Draad Kwijt; twee series met Jetske van den Elsen, twee series alleen en één serie met Marlayne Sahupala.
In 2003 presenteerde Romek het informatieve botenprogramma Yacht Vision voor RTL 4. Na een onenigheid met de leiding van de zender raakte hij zijn presentatorschap echter kwijt. Midden in de reeks van dertien afleveringen werd zijn contract niet verlengd. Op 22 maart 2004 was Romek voor het laatst te zien bij Yacht Vision. Vivian Slingerland nam het roer over.

## Acteur
In 2004 was hij te zien in de korte film Séance, een film die werd gewaardeerd vanwege het kleine budget voor een spectaculaire film.

## Familie
Romek is getrouwd en heeft drie kinderen.